# Stare Kusy
Stare Kusy (niem. Kußfeld, później Alt Kußfeld) – wieś w Polsce położona w województwie warmińsko-mazurskim, w powiecie elbląskim, w gminie Pasłęk.

## Historia
W 1242 „48 włók ziemi w Kusfeld” zostało przypisanych założonemu w Elblągu szpitalowi Świętego Ducha. 
Wydany w 1883 tom IV Słownika geograficznego Królestwa Polskiego i innych krajów słowiańskich podaje:
„Stary i Nowy-Kussfeld., własność szpitala św. Ducha w Elblągu, nad strugą Duminą i Klepą. Stary K. liczy włók 15, rozgart i 5 włók lasu dębowego i jodłowego; wydawany bywał przedtem włościanom. W Nowym-K. jest znaczny folwark z browarem i młynem wodnym o 2 gankach nad strugą, Duminą do Klepy wpadającą. Przedtem zasilany był nadto wodą płynącą z t. z. jeziora, czyli stawu pogańskiego (Haidenteich) 6⅔ włók liczącego. Ale teraz jest to jezioro wysuszone i na żyzne łąki zamienione. R. 1852 wynosił wysiew oziminy k. 447, jarzyny 453, siana zebrano centn. 3494. Dobra te nabył szpital św. Ducha r. 1266 za 50 m. od spadkobierców Piotra von Olau. Włók liczono wtedy 48 „in campo qui Cesvelt dicitur.“ Zaciągów żadnych nie przejął szpital. R. 1466 wzięte dobra K. w posiadanie krzyżaków i dopiero za wstawieniem się króla polskiego wydane napowrót szpitalowi r. 1476. Wś była wtedy wskutek wojen pusta. Roku 1483 na folw. obrócona za rocznym czynszem 12 m. później znowu wydana gburom. Gospodarstwo jednak bardzo wolno się podnosiło. Role po większej części porosły borem. Jeszcze r. 1592 i 1631 wymaga szpital, aby każdy gbur co rok 1 mórg boru wykarczował. Roku 1658 wojska brandeburskie napadły te wsie i z ziemią zrównały. R. 1660 pisze naoczny świadek: W Nowym-K. dwór, wszystkie budynki, browar. młyn, śluza, zniszczone, zrujnowane. Miejsce, gdzie przedtem stały budynki, ostem i cierniem zarosłe, że nawet znaku po nich nie widać. W Starym-K. było 6 gburów, ale teraz wszystko spalone i próżne. Bór kusfeldzki dębowy i jodłowy prawie cały wycięty od nieprzyjaciół“.
Wieś okręgu szpitalnego Elbląga w XVII i XVIII wieku. W latach 1975–1998 miejscowość administracyjnie należała do województwa elbląskiego.